# Chelostoma josefi
Chelostoma josefi är en biart som beskrevs av schwarz, Gusenleitner och > 2000. Chelostoma josefi ingår i släktet blomsovarbin, och familjen buksamlarbin. Inga underarter finns listade i Catalogue of Life.